# سرخس نر
نرسرخس (نام علمی: Dryopteris filix-mas) نام یک گونه از سرده سرخس‌های چوبی است.